# 88萬圓世代
88萬圓世代，是指大韓民國1970年代末期至1980年代中期（約為1977年—1986年）出生的世代。詞源出自經濟學者禹皙熏與社會運動家朴權一2007年合著的同名書籍《88萬圓世代》。該世代人群許多面臨失業、待業、非正式雇傭等艱難的生產狀況，平均月薪只有88萬韓圓（以2012年兌美元匯價計：771.92美元），因而被稱為「88萬圓世代」、
韓國在1997年亞洲金融危機之後，金大中政府推行新自由主義的結構改革經濟，儘管成功使經濟復蘇，但是民族產業受到嚴重衝擊，貧富差距加劇，青年的就業率劇減，大學畢業生就業率只有48%。而且據《88萬圓世代》的估計，該「88萬圓世代」只有5%能從事公務員或進入穩定大企業工作，其餘95%將會是計時、臨時、派遣工。
「88萬圓世代」政治傾向較保守，是李明博當選總統的巨大推動力。